# Kevin Rowland
Kevin Rowland   (Wednesfield, 17 d'agost de 1953) és un cantant i compositor anglès de pares irlandesos. Destacà com a líder del grup pop Dexys Midnight Runners (actualment escurçat a Dexys), que tingueren diversos èxits a començaments de la dècada dels vuitanta, el més notable Geno i Come On Eileen, tots dos aconseguint la primera posició de la llista UK Singles Chart.

## Infantesa
Rowland nasqué a Wednesfield, Wolverhampton, Anglaterra en 17 d'agost, de 1953 de pares nadius de Crossmolina, República d'Irlanda, i va viure tres anys a Irlanda entre un i quatre anys abans de tornar a Wolverhampton. La família es va mudar a Harrow quan tenia 11 anys i va deixar l'escola als 15.
Abans d'iniciar la seva carrera musical, Rowland treballà com a barber.

## Carrera
El seu primer grup, Lucy & the Lovers, van estar influenciats per Roxy Music i van resultar de curta durada. El seu següent projecte basat en el punk rock, the Killjoys, van tenir una mica més èxit, llançant el single "Johnny Won't Get To Heaven" el 1977.
Alienat per l'escena punk, Rowland, juntament amb el guitarrista de Killjoys Kevin Archer, van decidir formar un nou grup influenciat pel soul, Dexys Midnight Runners. Moltes de les cançons del grup estaven inspirades en l'ascendència irlandesa de Rowland i es reconeixien mitjançant l'estil vocal idiosincràtic de Rowland. Quan va formar la banda, Rowland va pensar que era "important tenir un estil vocal", després va recordar, «vaig tenir la idea de fer-hi aquesta veu "ploranera"», en part inspirada en el General Johnson de Chairmen of the Board.
Quan Dexys es va dissoldre el 1987, Rowland va gravar un àlbum en solitari, The Wanderer, que, juntament amb els seus tres senzills, va ser un fracàs comercial. El seu proper llançament no va ser fins al 1999 quan va enregistrar una col·lecció d'interpretacions de cançons clàssiques anomenades  My Beauty , la portada de l'àlbum de la qual representava Rowland amb maquillatge molt carregat amb vestit i la roba interior de dona.
El 2003, Rowland va reformar Dexys Midnight Runners (només amb un altre membre original, el baixista Pete Williams, que va complir el paper de co-vocalista de Rowland) i es va iniciar en una reeixida gira de recuperació amb un àlbum de recopilació amb més èxits incloent dues cançons recentment enregistrades, "Manhood" i "My Life in England". Ambdues noves cançons van ser provades per ràdio amb el segell discogràfic, però cap dels dues va rebre una reproducció suficient per ser considerada com a llançament.
El 2012, Rowland va tornar a llançar Dexys Midnight Runners com "Dexys" amb un nou àlbum One Day I'm Going to Soar  acompanyat d'una gira al Regne Unit. Rowland sempre s'ha identificat amb força amb els seus antecedents irlandesos i el 2016 Dexys va publicar el seu cinquè àlbum, Let the Record Show: Dexys Do Irish and Country Soul , on presenta interpretacions de cançons populars irlandeses com "Women Of Ireland" i "Carrickfergus", entre d'altres.
Des del 2005, Rowland ha organitzat una gira de DJ popular en clubs i locals de tot el Regne Unit. El seu xou eclèctic inclou els seus temes favorits personals, números soul i pop de notables com ara T-Rex, Roxy Music, i Harold Melvin and the Blue Notes.
My Beauty serà reeditat en setembre de 2020. En estiu de 2020 Rowland llançà un nou vídeo de la cançó Rag Doll.

## Reconeixement
Segons Paul Moody a la revista Uncut el 2007, "Rowland –com a cantant i compositor amb Dexys Midnight Runners– ens va oferir alguns dels grans moments del pop. Des de la visió desafiant de Buscant els joves ànims rebels a través del crioll celtic de Too-Rye-Ay i l'obra mestra dels anys 85, Don't Stand Me Down "La seva és una important contribució a la música britànica, tant visualment com musicalment."

## Discografia

### Àlbums d'estudi
| Any  | Detalls de l'àlbum                                                         |
| ---- | -------------------------------------------------------------------------- |
| 1988 | The Wanderer - Data llançament: 1988 - Etiqueta: Mercury Records           |
| 1999 | My Beauty - Data llançament: 21 setembre 1999 - Etiqueta: Creation Records |

### Senzills
| 1988                                                  | "Walk Away"         | 95 | The Wanderer |
| 1988                                                  | "Tonight"           | 81 | The Wanderer |
| 1988                                                  | "Young Man"         | —  | The Wanderer |
| 1999                                                  | "Concrete and Clay" | —  | My Beauty    |
| "—" significa llançament que no ha entrar a la llista |                     |    |              |

### Aparicions com a convidat
| Any  | Cançó                        | Àlbum             |
| ---- | ---------------------------- | ----------------- |
| 1988 | "Sean" (amb The Proclaimers) | Sunshine on Leith |